# Takamori Yoshikawa
Takamori Yoshikawa (吉川 貴盛, Yoshikawa Takamori, né le 20 octobre 1950) est un homme politique japonais, membre du parti libéral-démocrate, ancien ministre de l'Agriculture, des Forêts et de la Pêche et membre de la chambre des représentants, en tant qu’élu de la deuxième circonscription de Hokkaidō. Né à Tokyo, il a grandi à Yoichi, Hokkaido, et il est ancien étudiant de l'Université Nihon. En 1979, il est élu pour la première fois au parlement régional de Hokkaido; en 1996, il est élu pour la première fois au parlement national.
Alors que Yoshikawa était ministre de la pêche, le Japon a repris la chasse à la baleine pour raisons commerciales.

## Scandale de corruption
Le 2 octobre 2018, Yoshikawa prend ses fonctions de ministre de l'Agriculture, des Forêts et de la Pêche ; il reste en place jusqu'au 11 septembre 2019.
Fin 2020, Yoshikawa est accusé d'avoir accepté plusieurs pots-de-vin pour un total de ¥5 millions d'euros de la part d'Akita Foods, une société basée à Hiroshima et spécialisée dans la vente d’œufs, entre octobre 2018 et septembre 2019, alors qu'il était ministre de l'Agriculture. La société souhaitait que le ministère s'oppose à des mesures visant à améliorer le sort des volailles en élevage industriel, proposées alors par une organisation internationale. Un autre ancien ministre de l'agriculture, Kōya Nishikawa, a également reçu illegalement de l'argent de la société Akita pour les mêmes raisons. Le 21 Décembre 2020, Yoshikawa annonce sa démission de la Diète, invoquant des raisons de santé et affirmant qu'il "ne sera pas en mesure de mener des activités qui satisferont le mandat du peuple". Le secrétaire général du Parti constitutionnel démocrate du Japon, dans l'opposition, Tetsuro Fukuyama, déclare qu'il "estime qu'il est mal de démissionner sans une seule explication concernant les allégations".
Le 26 mai 2022, Yoshikawa est condamné à deux ans et six mois de prison, avec sursis, pour corruption passive.